# 대사당
대사당(중국어: 大祠堂, 병음: Dà cí táng 다츠탕[*], 한자음: 대사당, 영어: Ancestral Temple 안세스트롤 템플[*])은 임심여, 반홍, 조홍비, 왕우 주연의 TV 드라마이다.
중앙희극학원, 중국 황산시 당위원회가 제작한 《대사당》은 2006년 7월부터 10월까지 촬영되었으며 중국 중국중앙방송의 작품이다. 상해국제tv제전 최고 감독상, 미국 국제 에미상 최우수 감독상 등을 수상한 염건강 감독이 메가폰을 잡았으며 황산을 주 배경으로 하여 고대 후이저우의 건축문화는 물론 당대의 가족윤리와 문화에 대해 조명하였다.
2009년 7월, 한국에서 첫 방송되었으며 "임심여의 여자의 일생"이라는 제목으로 방송되었다.

## 등장인물
- 임심여 - 鄭秀雲(정수운) 역
- 왕우 - 謝致卿(사치경) 역
- 반홍 - 大奶奶(대내내) 역
- 조홍비 - 謝致成(사치성) 역
- 조량 - 謝格文(사격문) 역
- 조나 - 離娘(리낭) 역
- 왕무뇌 - 謝致相(사치상) 역
- 고명 - 三爺(삼야) 역

## 시놉시스
명조말년, 극단장의 딸 정수운(임심여 분)은 어려서부터 후이저우의 명문가인 사가(家)의 사치성(조홍비 분)과 소꿉친구의 관계를 유지하고 있다. 하지만 그녀의 아버지는 정수운을 전사가의 장손인 사치경(왕우 분)과 혼례시키기로 결정하고 자신의 뜻과는 전혀 상관없이 정수운은 혼례를 치르게 된다. 혼례 당일, 사가의 친족들이 모두 모여 왁자지껄한 가운데 사치경이 사당의 문턱을 넘어 입장하는 순간 현판이 그의 몸 위로 떨어지는 사고가 발생하여 졸지에 아이를 가질 수 없는 몸이 되고 마는데...

## 주제가
《등대(等待, Waiting)》… 임심여(林心如, Ruby Lin) & 왕우(王雨, Wang Yu)